# Costituzione greca del 1973
La Costituzione greca del 1973 (in greco Σύνταγμα του 1973?) era una versione modificata della Costituzione greca del 1968 (che non fu mai completamente emanata) dal dittatore greco Georgios Papadopoulos, con l'obiettivo di abolire la monarchia greca. La riscrittura di Papadopoulos della costituzione del 1968 sostituì i termini "monarchia parlamentare" e "re" con "democrazia repubblicana" e "presidente della Grecia". La costituzione non fu mai emanata a causa del fallito tentativo di Papadopoulos di liberalizzare il suo regime.

## Contesto
All'inizio del 1973, il regime di Papadopoulos sperimentò per la prima volta le proteste organizzate contro il suo governo dittatoriale. Nel febbraio 1973, la rivolta degli studenti della Facoltà di Giurisprudenza iniziò quando gli studenti di giurisprudenza occuparono la Facoltà, ad Atene, protestando contro i dittatori. Tale protesta fu precorritrice della rivolta del Politecnico di Atene. I disordini pubblici contro il regime furono seguiti da un tentato colpo di stato contro Papadopoulos organizzato dalla marina greca.
I dittatori sospettavano fortemente che il re Costantino II, che era già in esilio a causa di un precedente tentato colpo di stato contro di loro nel dicembre 1967, fosse anche dietro il secondo tentato colpo di stato della marina. Il dittatore usò il golpe della marina come pretesto per rafforzare la sua posizione rimuovendo il re, che considerava come suo ultimo grande antagonista al potere, non legato alla giunta. Un mese dopo, nel giugno 1973, Papadopoulos procedette ad abolire la monarchia e a dichiarare la Grecia una repubblica presidenziale, autonominandosi contemporaneamente alla nuova posizione di capo di stato greco.
Non perdendo tempo, il regime procedette nel luglio dello stesso anno a indire un referendum truccato che ratificò la nuova costituzione con il 21,56% a favore della monarchia e il 78,44% contro. Il tentativo di Papadopoulos di progettare un nuovo sistema politico in Grecia alla fine fallì e la nuova costituzione non fu mai emanata.

## Analisi
La costituzione del 1973 è la seconda costituzione nella storia della Grecia moderna, dopo la precedente costituzione del 1968, ad essere il risultato di un fallito tentativo di colpo di stato da parte della marina greca. La costituzione del 1973 contravviene all'articolo 137 comma 1 della precedente costituzione del 1968 che afferma: "Le disposizioni fondamentali della Costituzione nonché quelle che designano la forma di governo come Democrazia Incoronata non possono mai essere riviste". A causa di questa violazione dell'articolo 137 della precedente, la costituzione del 1973 è stata caratterizzata come "rivoluzionaria". La costituzione del 1973 è stata sostituita dall'attuale costituzione greca nel 1975, durante il periodo della metapolitefsi.

## Poteri del presidente
In base alla costituzione del 1973, il presidente aveva il potere di nominare e anche licenziare i ministri e i viceministri dell'ordine pubblico, degli affari esteri e della difesa nazionale. Questo è stato inteso come un cenno alle forze armate ed è stato progettato per assicurare loro che il potere spettava al presidente della repubblica. L'articolo 49, comma 2, della costituzione del 1973 permetteva al presidente di comandare direttamente le forze armate e di scegliere anche il comandante in capo e i comandanti dei rami delle forze armate. La costituzione 1973 conferiva anche poteri legislativi al presidente e al parlamento della Grecia.